# Portrait de Tomás Pérez de Estala
Le portrait de Tomás Pérez de Estala est une huile sur toile peinte par Francisco de Goya entre 1800-1805.

## Contexte
Dans les années 1790, Francisco de Goya était devenu un peintre à la mode, dont les portraits étaient très demandés, tant par l’aristocratie que par la haute bourgeoisie madrilène. Avec cette série de tableaux des années 1800, il initie la période la plus féconde de sa vie, qui lui assura sa renommée et sa fortune.
Tomás Pérez de Estala était un homme d’origine humble, qui était devenu ingénieur de la Fabrique Royale des Tissus de Ségovie après un mariage avec la fille du directeur de cette même usine et qui devint Commissaire Régisseur en 1798, commençant une carrière professionnelle qui le mena à être intendant de la province d’Almaden.

## Analyse
Goya transmet avant tout le caractère de son modèle, notamment par le regard dur personnage. Le geste est expressif, c’est celui d’un homme qui sait ce qu’il veut, et qui l’obtient. Le torse est légèrement orienté vers la droite du personnage alors que le regard va vers le spectateur et qu’il tient un papier enroulé sur sa main gauche, donnant du mouvement au portrait.
Il est assis sur un fauteuil jaune, porte une veste bleue, une chemise blanche, un nœud rosé créant un chromatisme intéressant. 
Les touches de couleurs sont extrêmement légères, à base de petites touches formant un tapis et anticipant l’impressionnisme.